# 薄れゆく記憶のなかで
『薄れゆく記憶のなかで』（うすれゆくきおくのなかで）は、1992年公開の日本映画・青春映画である。
堀真樹、菊池麻衣子が主演。篠田和幸監督。また、両人のデビュー作品でもある。

## 概要
監督の出身地である岐阜の魅力を生かした映像美に加え、七夕伝説をモチーフとし長良川を天の川と見立てるなど、ローカル色と普遍性が融合した構成である。
またカメラマン等以外は監督と全ての出演者が新人であり、音楽もすべてこの映画オリジナルである。
後半部分の映像が病院を舞台としたため色彩感に欠けること、大人達の描写がやや類型的であることが欠点として挙げられる。
映画公開終了後は、レンタル専用ビデオしかリリースされておらず、その数も少なかった。1999年12月にファンによるDVD化署名運動が起こり、2004年7月に市販向けDVDソフトが販売されることとなった。
映像作品以外には、この映画のシナリオが月刊シナリオ誌1992年9月号に掲載されている。ただし掲載されているシナリオは、ストーリー展開は同じであるものの、細部が映画と大きく異なっており、シナリオ原案と位置づけるべきものである。

## ストーリー
1970年代の地方高校を舞台に、物理学を志望する女子高校生と、将来への目標を見出せずにいる男子高校生の出会いと別れを描く。ストーリーは、10年前の初恋を回顧する青年の独白から始まり、青春の甘美さ・残酷さとその蹉跌、更には主人公の内的世界の描写へと展開していく。

## スタッフ
- 監督・脚本：篠田和幸
- 撮影：高間賢治（J.S.C.）
- 音楽：辻陽
- プロデューサー：永井正夫
- 製作：丸八篠田、Never Forget Films
- 製作プロダクション：サクセスロード
- 配給：ヘラルド・エース、日本ヘラルド

## キャスト
- 鷲見和彦：堀真樹
- 琴澄香織：菊池麻衣子
- 早乙女由美子：田中洋子
- 小熊一平：日比野暢
- 鷲見金造：田村貫
- 鷲見淑子：鳥居美江
- 鷲見智子：杉村由紀
- 琴澄良平：花山幸三郎
- 琴澄初江：渡辺ちづ子
- 琴澄稔：橋本龍司
- 和尚：谷口徹次
- たこ焼き屋店長：岡村洋一

## 岐阜市との関わり
撮影は全て監督の出身地である岐阜市で行われ、映像には市電、岐阜北高校や岐山高校、川原町の風景が登場する。そのため、2008年2月29日と3月1日に岐阜県教育委員会などが主催し岐阜市民会館にて上映会や監督などを交えトークショーが行われた。